# Helina lasiosterna
Helina lasiosterna är en tvåvingeart som beskrevs av John Otterbein Snyder 1941. Helina lasiosterna ingår i släktet Helina och familjen husflugor. Inga underarter finns listade i Catalogue of Life.